# Björnloka
Björnloka (Heracleum sphondylium), även kallad björnfloka, är en art i familjen flockblommiga växter och förekommer naturligt från Europa till Kaukasus, västra Sibirien och nordvästra Afrika.

## Beskrivning
Björnlokan är en stor, grov och flerårig ört, som tämligen allmänt förekommer på ängar och vägkanter genom större delen av Sveriges floraområde, ungefär upp till polcirkeln. Den blommar under högsommaren. Den är lätt igenkänd bland de mer storväxta flockblommiga växterna genom sina vita till gröngula kronblad och breda bladflikar, i synnerhet hos de nedre bladen. Delfrukterna, som är starkt plattade, känns igen på de breda oljegångarna, som inte når ner till fruktens bas. Örtståndet är beklätt av styva hår.

## Underarter
- Vit björnloka (subsp. sphondylium) - har vita blommor och kantblommorna i flocken är större än de övriga.
- Sibirisk björnloka (subsp. sibiricum) - har gulgröna blommor som alla är ungefär lika stora. Definieras ofta som en egen art.
- subsp. alpinum - från Jurabergen, odlas ibland som prydnadsväxt i Sverige.

Ytterligare europeiska underarter är:
- subsp. benearnense
- subsp. elegans
- subsp. trifoliolatum

## Användning
De unga bladen kan användas som kål eller spenat. Det berättas att man förr även använde avkoket av denna växt, som är ganska sockerrikt, till bryggande av mjöd och likör.

## Giftighet
Björnlokan kan orsaka stor sveda om den kommer i kontakt med huden hos människor. Björnloka och jätteloka innehåller furanokumariner som är irriterande på hud, särskilt om huden utsätts för solbestrålning (fotosensibilisering). Brännskadeliknande symtom med kraftig hudirritation, rodnad och blåsor, som kan bli stora och smärtsamma. Besvären kan kvarstå i veckor, eventuellt även ärrbildning och mörkfärgning av huden.
Förgiftningar genom förtäring av växten är inte kända hos människan.